# 2057
2057（二千五十七、にせんごじゅうなな、にせんごじゅうしち）は自然数、また整数において、2056の次で2058の前の数である。

## 性質
- 2057は合成数であり、約数は 1, 11, 17, 121, 187, 2057 である。
  - 約数の和は2394。
- 各位の和が14になる153番目の数である。1つ前は2048、次は2066。
- 2057 = 112 × 17
  - 2つの異なる素因数の積で p2 × q の形で表せる199番目の数である。1つ前は2043、次は2061。(オンライン整数列大辞典の数列 A054753)

## その他 2057 に関連すること
- 西暦2057年
- サンシャイン 2057 - 2007年公開の映画。